# Андрее-Дмитриевский
 Андрее-Дмитриевский — посёлок в Курганинском районе Краснодарского края.
Входит в состав Безводного сельского поселения.

## География

### Улицы
- ул. Армавирская.
- ул. Привокзальная.
- ул. Первомайская.
- ул. Железнодорожная.
- ул. Элеваторная.

## Население
| 2002 | 2010 |
| ---- | ---- |
| 443  | ↘414 |

## Транспортная инфраструктура
В посёлке действует железнодорожный вокзал: Андреедмитриевка (станция). Отправка грузовых вагонов — около 100 тыс. вагонов в год.
Осуществляется пригородное сообщение Белореченская-Армавир.
Через посёлок проходит автобусная линия Курганинск-Степной.